# ESCP Business School
ESCP Business School este o Școală Europeană de Business cu multiple campusuri în locații precum: Paris, Londra, Berlin, Madrid și Torino. Înființată în 1819, este cea mai veche școală de business din lume. 
ESCP a fost plasată pe locul 10 în rândul Școlilor europene de business, în 2012, potrivit clasamentului realizat de Financial Times.  În 2010, programul său de Master în Management s-a plasat pe primul loc în clasamentul Financial Times, în timp ce în anul 2012 a ocupat locul al doilea. De asemenea, programul său Executive MBA ocupă  locul 21 în lume.
Programele sale sunt triplu acreditate internațional prin AMBA, EQUIS și AACSB. Scoala de business se remarca prin absolvenți de renume în afaceri și politică precum: Patrick Thomas (Director Executiv Hermès), fostul prim-ministru al Franței, Jean-Pierre Raffarin sau Comisarul UE pentru Piață Internă și Servicii, Michel Barnier.

## Istoric

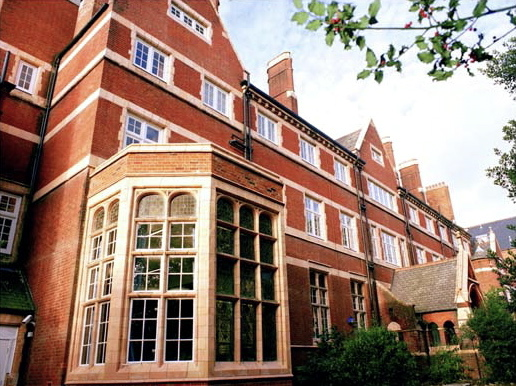
ESCP Europe London Campus

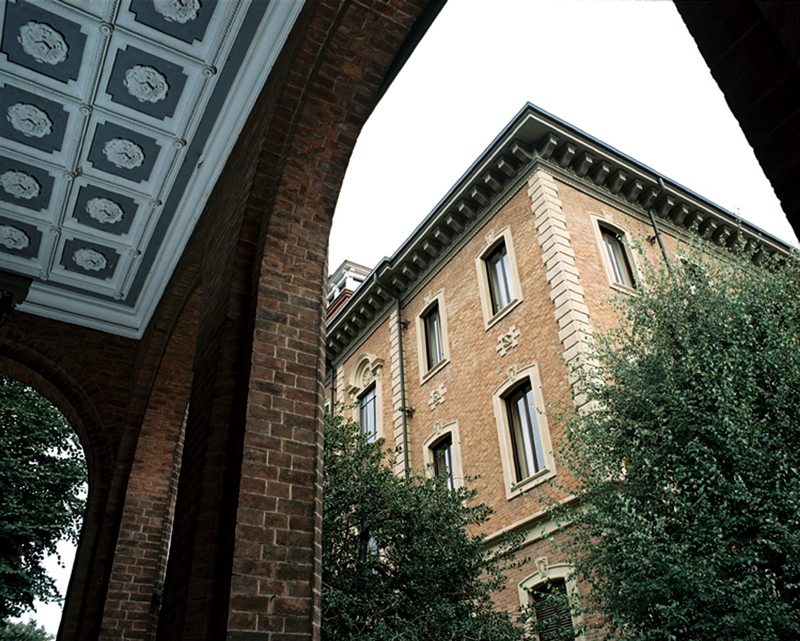
ESCP Europe Turin Campus

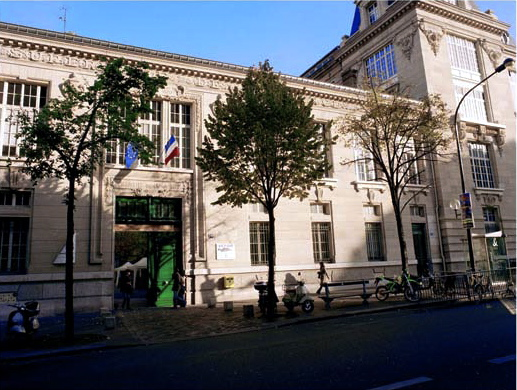
ESCP Europe Paris Campus

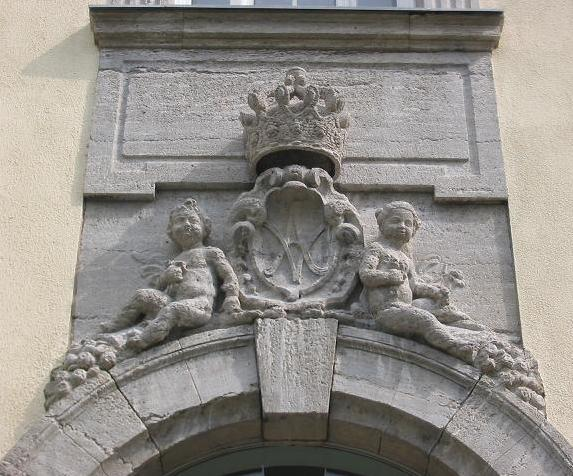
Figuren Eingangstür

Înfiintată în anul 1918 sub numele de Școala de Comerț și Industrie (în franceză École de Commerce et d'Industrie), ESCP a fost fondată de către un grup de cercetători economiști și oameni de afaceri printre care se numără și economistul Jean-Baptiste Say și comerciantul Vital Roux. ESCP a fost prima școală de business din lume. Jean-Baptiste Say a pledat pentru liberalismul economic și lui i se atribuie crearea conceptului de antreprenoriat încă de la 1800. Vital Roux este recunoscut mai ales pentru însemnata sa contribuție la elaborarea Codului Comercial în 1807, precum și pentru gândirea sa deschisă în domeniul pedagogiei inovatoare.
ESCP a avut o natură internațională încă de la început; dintre cei 118 studenți ai promoției 1824, aproximativ 30% erau străini, având 15 naționalități diferite. Printre aceștia se regăseau șapte spanioli, cinci brazilieni, cinci olandezi, patru germani și doi americani.   Astăzi, efectivul studenților este compus din aproximativ 100 de naționalități diferite. 
Predarea limbilor străine a fost un element principal al primului program de studiu care a inclus, pe lângă  gramatica limbii franceze, și cursuri de limba  engleză, germană și spaniolă. Începând cu 1825, la ESCP s-au predat zece limbi străine, iar studenții trebuiau să studieze cel puțin trei dintre acestea. În 1873 s-a înființat asociația absolvenților ESCP. În 1921, ESCP a sărbătorit 100 de ani de la înființare în marea sală de ceremonii de la Sorbona, aniversarea fiind amânată din cauza crizei de după război.
În data de  5 aprilie 1973 s-a decis asupra conceptului de Școală europeană de business cu multiple campusuri, după care au urmat inaugurările campusurilor în Marea Britanie (Londra în 1974, mutat la Oxford în 1975, mutat înapoi la Londra în 2005) și în Germania (Düsseldorf în 1975, mutat la Berlin în 1985) .   Acest lucru consfințește identitatea profund europeană a școlii. În 1988 a fost deschis un campus în Madrid, Spania, iar în 2004 a urmat un alt campus, în Torino, Italia.
În 2011, ESCP a devenit membru fondator al HESAM, un grup de instituții renumite pentru cercetare și învățământ superior în domeniul stiintelor umaniste și sociale, create în jurul Universității de la Sorbona. În 2019, se vor împlini 200 de ani de la înființarea ESCP, prima Școală de Business din lume.